# Arija
Arija es un municipio y localidad española de la provincia de Burgos, en la comunidad autónoma de Castilla y León, comarca de Las Merindades, partido judicial de Villarcayo. Está a orillas del embalse del Ebro.

## Geografía
Su término municipal limita al norte con el embalse del Ebro, al este con el municipio de Valle de Valdebezana, al sur con el municipio de Alfoz de Santa Gadea y al oeste con la comunidad autónoma de Cantabria, concretamente con el municipio de Las Rozas de Valdearroyo.
Se sitúa a un altitud media de 842 m s. n. m., en la orilla sur del embalse del Ebro, Lugar de Importancia Comunitaria y limítrofe con el sur de Cantabria. Por su situación también se puede considerar que forma parte de la comarca de Campoo. Dista 71 km de Santander, 98 km de Burgos y 118 km de Bilbao.
El barrio de arriba es el pueblo tradicional. El barrio de abajo, también denominado Vilga, se construyó en 1906, al instalarse la fábrica de Cristalería Española.
Sus ríos son el Virga, el cual ya no existe pues forma parte del pantano del Ebro, y el Nava, afluente del Virga. Cuenta con una importante cantera de arenas silíceas explotadas por la empresa SIBELCO, cuya denominación anterior era Arenas de Arija.

## Historia
Lugar perteneciente a Alfoz de Santa Gadea, perteneciente al partido de Laredo, jurisdicción de señorío ejercida por el marqués de Cilleruelo y por el marqués de Aguilar, quien nombraba su regidor pedáneo.
La delimitación provincial comenzó en 1821. Y se concretó en 1833. Los ayuntamientos de Arreba, Bricia, Soncillo, Alfoz de Santa Gadea (al que pertenecía Arija) y Valle de Zamanzas pasaban a la provincia de Burgos a pesar de su vinculación con Santander. En 1838, tras ser anexionados por la provincia de Burgos, tratan a través de misivas a Santander, al Congreso, a la reina, pedir su adscripción a la recién creada provincia de Santander, que no olvidemos que en su conjunto, hasta ese momento, había pertenecido a la extensísima provincia de Burgos, en la región de Castilla la Vieja. Las peticiones fueron desoídas y su vinculación con Burgos fue definitiva.

### Edad Contemporánea
A la caída del Antiguo Régimen queda agregado al ayuntamiento constitucional de Alfoz de Santa Gadea.
En 1906 se instaló en esta localidad la empresa Cristalería Española. La construcción del Embalse del Ebro privó de acceso a esta fábrica de su materia prima, las gravas, por lo que se trasladó a Avilés. La mayoría de los obreros se trasladaron a Asturias.
En 1930 se crea el municipio de Arija por segregación de parte del territorio de Alfoz de Santa Gadea.

#### II República
| Elecciones 1933-11-19 | Candidatura Agraria de Unión Central de Derechas | Coalición Católico-Agraria burgalesa | Candidatura de la República | Conjunción Republicano-Socialista | Candidatura Republicana conservadora | Acción Rural | Derecha | Izquierda |        |
| .                     | 1272                                             | 18                                   | 186                         | 2014                              | 79                                   | 64           | 1374    | 2279      |        |
| Elecciones 1936-02-16 | Frente contrarrevolucionario de derechas         | Frente Popular                       | Agraristas                  | Partido Radical                   | .                                    | .            | Derecha | Izquierda | Centro |
| .                     | 1322                                             | 2120                                 | 282                         | 81                                | .                                    | .            | 1604    | 2120      | 81     |

La guerra civil española tuvo una especial incidencia en esta localidad y pueblos colindantes al encontrarse en la línea del frente, sucediéndose represalias por el bando sublevado en una localidad donde los partidos y sindicatos de izquierdas estaban arraigados.

## Demografía
Arija cuenta con una población de 115 habitantes (INE 2024).
| Gráfica de evolución demográfica de Arija entre 1930 y 2021 |
| |
| Población de derecho según los censos de población del INE Población de hecho según los censos de población del INEEn 1930 aparece este municipio porque se segrega del municipio Alfoz de Santa Gadea. |

Como importante nudo industrial, a principios del siglo XX alcanzó los 2000 habitantes hacia 1920 (estimaciones; se contabilizaba en Alfoz de Santa Gadea), ya en el censo de 1950 contaba con 1914 habitantes.

## Economía
Los ayuntamientos de Valle de Valdebezana, Arija y Alfoz de Santa Gadea se han unido con la asociación de ganaderos para promocionar la comercialización de la carne de potro hispano-bretón. La raza autóctona tiene un censo de 800 madres en la provincia de Burgos.

## Comunicaciones
Hay una estación de ferrocarril perteneciente a la línea Bilbao - La Robla. Pasa la carretera provincial BU-V-6424 y hay un servicio de autobús Burgos-Arija.

## Cultura

### Patrimonio arquitectónico

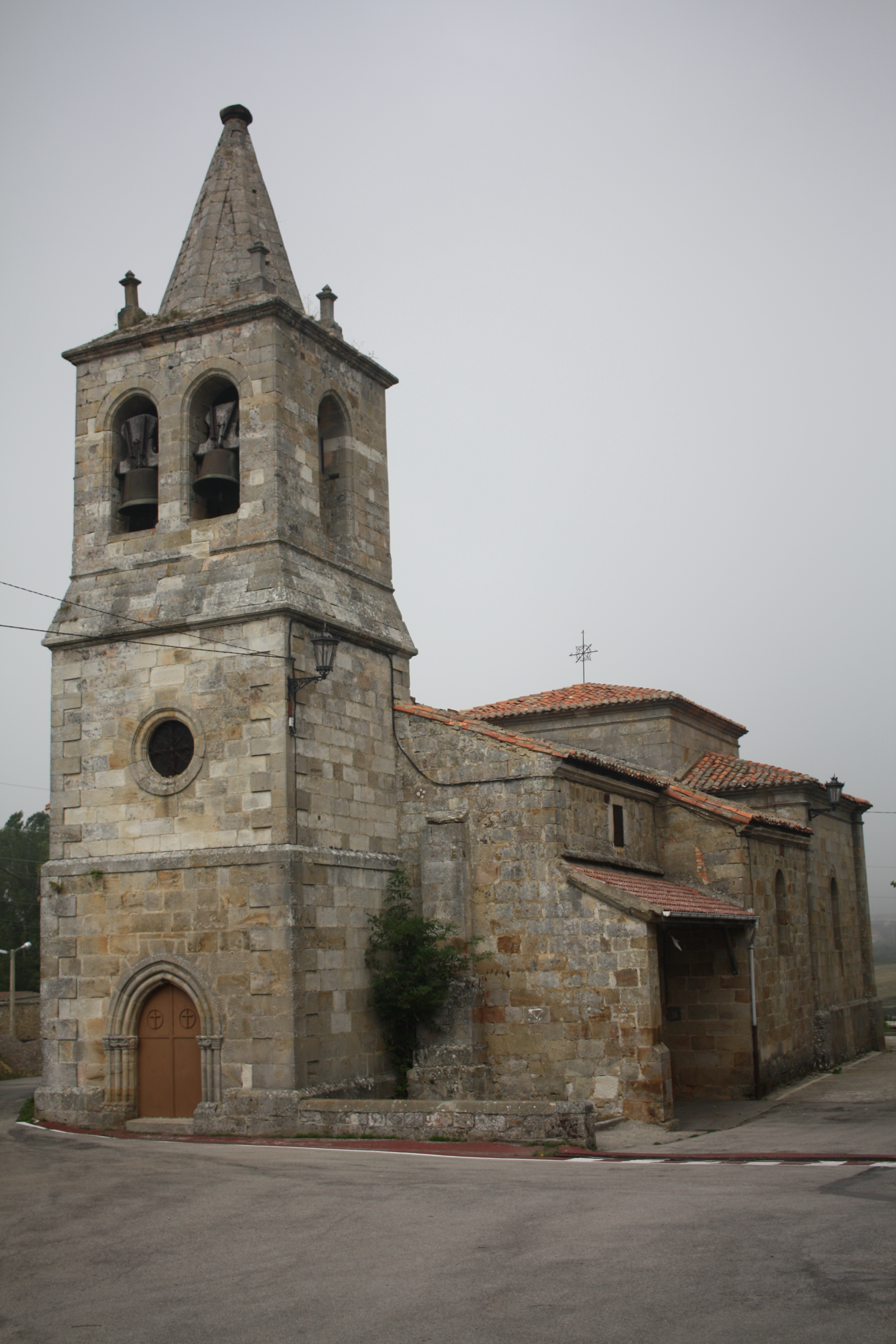
Iglesia de Nuestra Señora de la Asunción

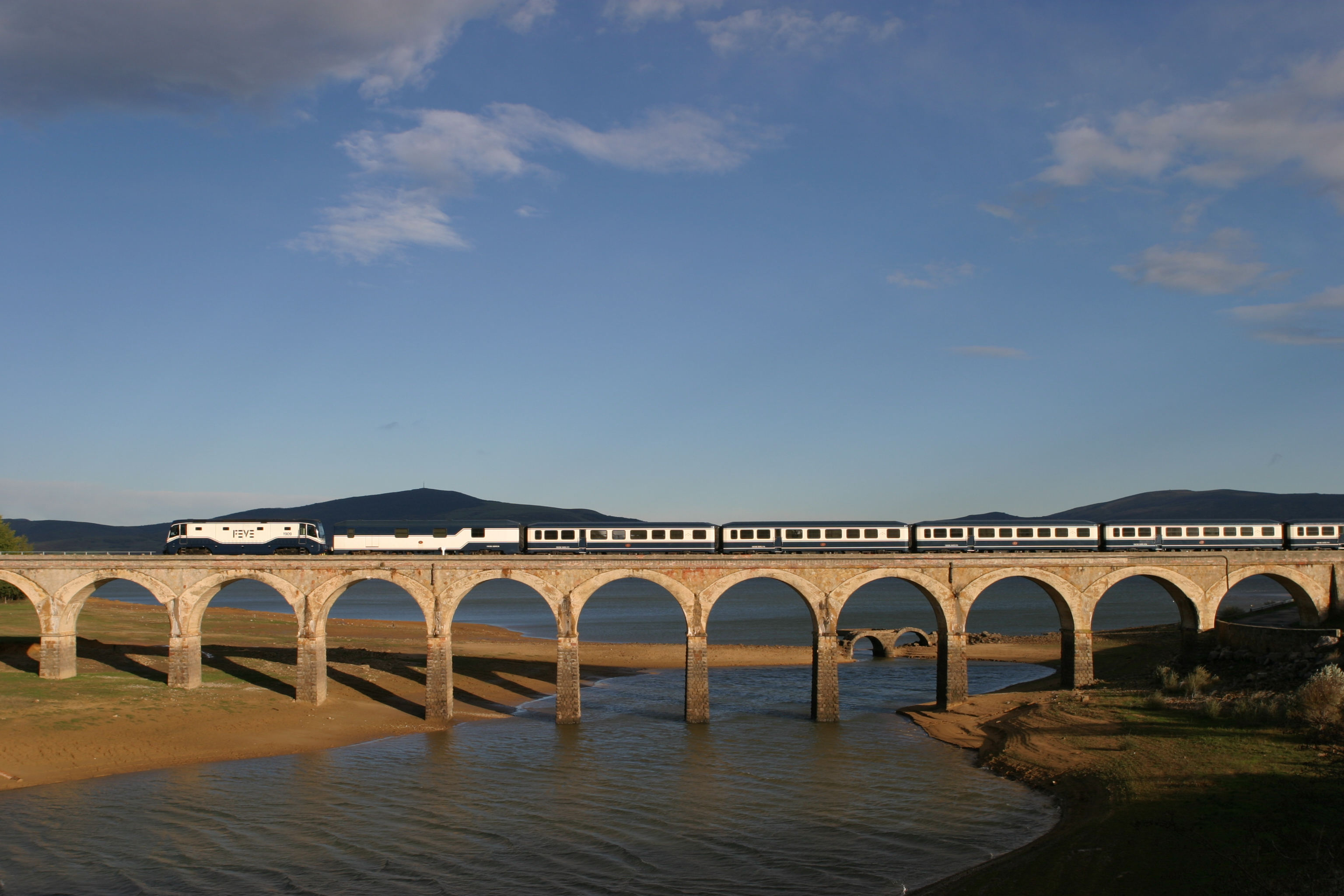
Puente ferroviario

- Iglesia de Nuestra Señora de la Asunción
- Ermita de la Santa Cruz, románica (restos)
- Casa blasonada en el pueblo de arriba
- Ayuntamiento - Palacio Gómez-Salazar y Lucio-Villegas
- Colegio - Fundación León de Argüeso
- Monumento a Arsenio Brachotte - Escultura de Vitorio Macho
- Arquitectura popular: edificios representativos
- Casas desaparecidas:
- El molino de Daniel
- Casa de Rámila y cine Vilanca
- Mercado
- Vilga: edificios de Cristalería Española. Naves y construcciones de la fábrica, chalets y viviendas, escuelas, capilla...
- Vilga: edificios de los comerciantes.

Los puentes de Arija:
- Puente viejo del ferrocarril
- Puente viejo de la carretera
- Puente nuevo del ferrocarril
- Puente nuevo de la carretera
- Viaducto de Arija a La Población (puente Noguerol), del que quedan los pilares

### Fiestas y costumbres
Las fiestas locales son el primer domingo de julio y San Lorenzo, el día 10 de agosto.